# Karl-Heinz Reuber
Karl-Heinz Reuber (* 15. Februar 1906 in Bergneustadt; † 24. Mai 1982 in Wesel) war ein deutscher Kommunalpolitiker.

## Werdegang
Reuber wurde 1933 Kämmerer der Stadt Papenburg im Emsland. Er führte dieses Amt aus, bis er im Zweiten Weltkrieg zum Kriegsteilnehmer wurde. Als solcher geriet er in sowjetische Kriegsgefangenschaft, aus der er im April 1949 entlassen wurde. Nachdem Ende 1949 in Wesel am Niederrhein der Posten des Stadtdirektors freigeworden war, konnte er sich unter 95 Bewerbern durchsetzen und wurde vom Rat der Stadt auf zwölf Jahre gewählt. Sein Amt, durch das er Chef der Verwaltung war, trat er am 1. April 1950 an. Eine wesentliche Aufgabe lag für ihn im Wiederaufbau der als Folge des Krieges stark zerstörten Stadt.
Reuber galt in seiner insgesamt von 1950 bis 1970 dauernden Amtszeit als fleißig, durchsetzungsfähig und kompetent bei der Akquise von Finanzmitteln. Neben dem Wiederaufbau brachte er die lokale Wirtschaft voran und erreichte die Ansiedlung von Unternehmen wie DELOG, Siemens, BYK und Philips. Mit den dadurch entstehenden Arbeitsplätzen setzte ein deutliches Bevölkerungswachstum ein. Wichtige Bauprojekte in seiner Amtszeit waren unter anderem das Städtische Bühnenhaus und eine Straßenbrücke der Bundesstraße 58 über die durch die Stadt verlaufenden Bahnanlagen. Des Weiteren bemühte er sich um eine Partnerschaft mit einer amerikanischen Stadt, die 1952 mit Hagerstown im Bundesstaat Maryland abgeschlossen werden konnte. Später wurde er auch Vorsitzender eines Bürgervereins zur Pflege der Städtepartnerschaft.
Am 25. November 1970 ging er mit dem Ende seiner Amtszeit als Stadtdirektor in den Ruhestand. Nachdem ihm bereits am 1. Juli 1970 der Ehrenring der Stadt Wesel verliehen worden war, wurde er am 17. Dezember 1976 zum Ehrenbürger der Stadt ernannt. Nach dem 1982 verstorbenen Reuber wurde im Jahr 2005 eine Straße im Weseler Hanseviertel benannt.